# Jörg Bär
Jörg Bär (* 17. Juli 1956 in Rammenau) ist ein ehemaliger Fußballspieler und Fußballtrainer in Sachsen. Für Fortschritt Bischofswerda absolvierte er 48 Spiele in der DDR-Oberliga, der höchsten Spielklasse des DDR-Fußball-Verbandes.

## Fußball-Laufbahn

### Von der Kindermannschaft zur DDR-Liga
Schon mit sieben Jahren begann Bär bei der Sportgemeinschaft seines ostsächsischen Heimatortes Rammenau organisiert Fußball zu spielen. 1969 schloss er sich der Betriebssportgemeinschaft (BSG) Fortschritt in der Kreisstadt Bischofswerda an, die ihn ein Jahr später zum Fußballschwerpunkt des Bezirkes Dresden, der SG Dynamo Dresden, delegierte. Dort durchlief er bis zu seinem 18. Lebensjahr die obligatorischen Nachwuchsmannschaften, wurde aber 1975 nach Bischofswerda zurück delegiert. Zu diesem Zeitpunkt spielte die BSG Fortschritt in der drittklassigen Bezirksliga, gewann aber mit dem 19-jährigen Bär am Ende der Saison 1975/76 die Bezirksmeisterschaft und qualifizierte sich damit für die DDR-Liga. In seiner ersten DDR-Liga-Saison 1976/77 gehörte der 1,83 m große Bär mit seinen 20 Einsätzen und vier Toren bei 22 ausgetragenen Punktspielen zur Stamm-Mannschaft. Daran änderte sich auch bis 1980 nichts, Bär blieb im Mittelfeld der Fortschritt-Mannschaft eine feste Größe.
Im Mai 1980 wurde Bär zum Militärdienst eingezogen. Er wurde zur Armeesportgemeinschaft Vorwärts Kamenz abkommandiert und konnte dort weiterhin in der DDR-Liga Fußball spielen. Im November 1981 wurde er aus der Armee entlassen und kehrte zu Fortschritt Bischofswerda zurück.

### Von der DDR-Liga zur Oberliga
In Bischofswerda wurde er sofort wieder in die Stammelf aufgenommen und zur Saison 1982/83 zum Mannschaftskapitän bestimmt. In den nächsten Jahren spielte er in der Rolle eines offensiven Mittelfeldspielers und erzielte in jeder Saison Tore. Am treffsichersten war er 1983/84, als er in 21 Punktspieleinsätzen elf Tore erzielte. Damit wurde er zusammen mit Wieland Wünsche Torschützenkönig seiner Mannschaft. Anfang der 1980er Jahre gehörte die BSG Fortschritt stets zum Mittelfeld der DDR-Liga. Die Saison 1985/86 beendete die Mannschaft überraschend als Staffelsieger und stieg damit in die DDR-Oberliga auf. Bär, der inzwischen auf der Libero-Position spielte, hatte alle 34 Punktspiele bestritten. Auch in seiner ersten Oberligasaison 1986/87 spielte Bär durchgehend Libero und bestritt 24 der 26 ausgetragenen Punktspiele. Die Fortschritt-Mannschaft konnte sich nur ein Jahr lang in der Erstklassigkeit halten und trat anschließend zwei Spielzeiten lang wieder in der DDR-Liga an. Obwohl 1987 bereits 31 Jahre alt, blieb Bär auch in diesen Jahren eine der tragenden Säulen der Mannschaft. In den beiden DDR-Liga-Spielzeiten fehlte er nur in zwei Meisterschaftsspielen. 1989 stieg Fortschritt zum zweiten Mal in die Oberliga auf und erneut war Bär in 24 Punktspielen Libero seiner Mannschaft. Auch im zweiten Anlauf schaffte Bischofswerda nicht den Klassenerhalt. 1990/91 bestritt Bär in der DDR-Liga seine letzte Saison, in der er als 34-Jähriger noch siebenmal zum Einsatz kam.

### Fußballtrainer
Noch während der Saison 1990/91, in der sich die BSG Fortschritt in den Bischofswerdaer FV 08 umwandelte, wurde Bär zunächst Assistenztrainer von Horst Rau, den er noch vor Saisonabschluss als Cheftrainer ablöste. Bär führte den BFV in die damals drittklassige NOFV-Oberliga, 1992 in die 3. Runde des DFB-Pokals und 1994 zum Aufstieg in die neugeschaffene drittklassige Regionalliga. Erst als Bischofswerda 1996 wieder aus der Regionalliga absteigen musste, trennte sich der Verein von Bär. Danach trainierte er die Unterklassenmannschaften Budissa Bautzen, TSV Pulsnitz und Fortschritt Großharthau. Anschließend kehrte Bär nach Bischofswerda zurück und arbeitete beim BFV als Nachwuchstrainer.